# RAR-srodni orfan receptor gama
RAR-srodni orfan receptor gama (RORγ) je član familije nuklearnih receptora transkripcionih faktora. RORγ je kodiran genom  (RAR-srodni orfan receptor C).

## Ekspresija gena
Dve izoforme se proizvode iz jednog RORC gena, verovatno putem selekcije alternativnih promotora.
- RORγ (ili RORγ1) – nastaje iz iRNK sa eksonima 1 do 11.[5]
- RORγt (ili RORγ2) – nastaje iz iRNK identičnom sa RORγ, izuzev da su dva 5'-najbliža eksona zamenjena sa alternativnim eksonom, lociranim nizvodno u genu. To uzrokuje različit, kraći N-terminus.[3]

### RORγ
iRNK prive izoforme, RORγ se izražava u mnogim tkivima, uključujući timus, pluća, jetru, bubrege, mišiće, i smeđu maste. Dok je RORγ iRNK bogato izražena, pokušaji da se detektuje RORγ protein nisu bili uspešni i iz tog razloga nije jasno da li je RORγ protein zapravo izražen. Dosledno tome, glavni fenotipovi identifikovani kod RORγ-/- nokaut miševa (kod kojih nijedna izoforma nije izražena) su povezane sa RORγt funkcijom u imunskom sistemu i izoformno specifični RORγt nokaut je pokazao fenotip identičan sa RORγ-/- nokautom. S druge strane, cirkadijanski fenotip RORγ-/- miševa u tkivima gde je RORγt izoforma izražena u malim količinama su argument u prilog postojanja funkcionalne RORγ izoforme. Odsustvo proteina u prethodnim studijama maže biti posledica visoke amplitude cirkadijanskog ritma izražavanja ove izoforme u nekim tkivima.
iRNK se izražava u raznim perifernim tkivima, bilo u cirkadijalnom maniru (npr. u jetri i bubrezima), ili konstitutivno (npr. u mišićima).
U kontrastu sa drugim ROR genima, RORC gen nije izražen u centralnom nervnom sistemu.

### RORγt
Distribucija u tkivu druge izoforme, RORγt, izgleda da je visokoj meri ograničena na timus gde je one izražena isključivo u nezrelim CD4+/CD8+ timocitima i u indukujućim (LTi) ćelijama limfoidnog tkiva.

## Funkcija
RORγ protein je DNK-vezujući transkripcioni faktor koji je član NR1 potfamilije nuklearnih receptora. Mada je specifična funkcija tog nuklearnog receptora nije bila još potpuno karakterisana, neke njegove uloge proizilaze iz literature o genu miša.
Najviše studirani aspekat RORγ funkcije (koji proizilazi iz RORγt izoforme) je vezan za imunski sistem. Prvo, ovaj protein je esencijalan za limfoidnu organogenezu, posebno limfne čvorove i Pejerove ploče, ali ne u slezini. Drugo, on igra važnu regulatornu ulogu u timopoiezi, specifičnije putem umanjenja apoptoze timocita i promovisanja timocit diferencijacije u proinflamatornim T pomoćnim 17 (Th17) ćelijama. Mehanizam inhibicije apoptoze i diferencijacije u Th17 ćelije može biti posledica RORγt uzrokovanog umanjenog izražavanja Fas liganda i IL2 respektivno.
Druge izoforme, RORγ, izgleda da učestvuju u regulaciji cirkadijanskog ritama. Ovaj protein se može vezati za i aktivirati promoter ARNTL (BMAL1) gena, transkripcioni faktor centralan za generaciju fiziološkog cirkadijanskog ritma. Takođe, pošto su nivoi RORγ ritmični u nekim tkivima (jetra, bubrezi), bilo je predloženo da on uslovljava cirkadijanski način izražavanja na više vremenski-kontrolisanih gena, npr. regulator ćelijskog ciklusa p21.

## Literatura
1. 1 2  Hirose T, Smith RJ, Jetten AM (1994). „ROR gamma: the third member of ROR/RZR orphan receptor subfamily that is highly expressed in skeletal muscle”. Biochemical and biophysical research communications. 205 (3): 1976—83. PMID 7811290. doi:10.1006/bbrc.1994.2902.
2. 1 2  He YW, Deftos ML, Ojala EW, Bevan MJ (1998). „RORgamma t, a novel isoform of an orphan receptor, negatively regulates Fas ligand expression and IL-2 production in T cells”. Immunity. 9 (6): 797—806. PMID 9881970. doi:10.1016/S1074-7613(00)80645-7.
3. 1 2  Villey I, de Chasseval R, de Villartay JP (1999). „RORgammaT, a thymus-specific isoform of the orphan nuclear receptor RORgamma / TOR, is up-regulated by signaling through the pre-T cell receptor and binds to the TEA promoter”. European journal of immunology. 29 (12): 4072—80. PMID 10602018. doi:10.1002/(SICI)1521-4141(199912)29:12<4072::AID-IMMU4072>3.0.CO;2-E.
4. ↑  Eberl G, Littman DR (2003). „The role of the nuclear hormone receptor RORgammat in the development of lymph nodes and Peyer's patches”. Immunological reviews. 195: 81—90. PMID 12969312. doi:10.1034/j.1600-065X.2003.00074.x.
5. ↑  Medvedev A, Chistokhina A, Hirose T, Jetten AM (1997). „Genomic structure and chromosomal mapping of the nuclear orphan receptor ROR gamma (RORC) gene”. Genomics. 46 (1): 93—102. PMID 9403063. doi:10.1006/geno.1997.4980.
6. ↑  Medvedev A, Yan ZH, Hirose T, Giguère V, Jetten AM (1996). „Cloning of a cDNA encoding the murine orphan receptor RZR/ROR gamma and characterization of its response element”. Gene. 181 (1-2): 199—206. PMID 8973331. doi:10.1016/S0378-1119(96)00504-5.
7. ↑  Ortiz MA, Piedrafita FJ, Pfahl M, Maki R (1995). „TOR: a new orphan receptor expressed in the thymus that can modulate retinoid and thyroid hormone signals”. Molecular endocrinology (Baltimore, Md.). 9 (12): 1679—91. PMID 8614404. doi:10.1210/me.9.12.1679.
8. ↑  Huang Z, Xie H, Wang R, Sun Z (2007). „Retinoid-related orphan receptor gamma t is a potential therapeutic target for controlling inflammatory autoimmunity”. Expert opinion on therapeutic targets. 11 (6): 737—43. PMID 17504012. doi:10.1517/14728222.11.6.737.
9. 1 2 3  Eberl G, Marmon S, Sunshine MJ, Rennert PD, Choi Y, Littman DR (2004). „An essential function for the nuclear receptor RORgamma(t) in the generation of fetal lymphoid tissue inducer cells”. Nature Immunology. 5 (1): 64—73. PMID 14691482. doi:10.1038/ni1022.
10. 1 2  Liu AC, Tran HG, Zhang EE, Priest AA, Welsh DK, Kay SA (2008). „Redundant function of REV-ERBalpha and beta and non-essential role for Bmal1 cycling in transcriptional regulation of intracellular circadian rhythms”. PLoS genetics. 4 (2): e1000023. PMC 2265523 . PMID 18454201. doi:10.1371/journal.pgen.1000023.
11. ↑  Guillaumond F, Dardente H, Giguère V, Cermakian N (2005). „Differential control of Bmal1 circadian transcription by REV-ERB and ROR nuclear receptors”. Journal of biological rhythms. 20 (5): 391—403. PMID 16267379. doi:10.1177/0748730405277232.
12. ↑  Preitner N, Damiola F, Lopez-Molina L, Zakany J, Duboule D, Albrecht U, Schibler U (2002). „The orphan nuclear receptor REV-ERBalpha controls circadian transcription within the positive limb of the mammalian circadian oscillator”. Cell. 110 (2): 251—60. PMID 12150932. doi:10.1016/S0092-8674(02)00825-5.
13. ↑  Villey I, de Chasseval R, de Villartay JP (1999). „RORgammaT, a thymus-specific isoform of the orphan nuclear receptor RORgamma / TOR, is up-regulated by signaling through the pre-T cell receptor and binds to the TEA promoter”. European journal of immunology. 29 (12): 4072—80. PMID 10602018. doi:10.1002/(SICI)1521-4141(199912)29:12<4072::AID-IMMU4072>3.0.CO;2-E.
14. 1 2  Sun Z, Unutmaz D, Zou YR, Sunshine MJ, Pierani A, Brenner-Morton S, Mebius RE, Littman DR (2000). „Requirement for RORgamma in thymocyte survival and lymphoid organ development”. Science (New York, N.Y.). 288 (5475): 2369—73. PMID 10875923.
15. ↑  Eberl G, Littman DR (2004). „Thymic origin of intestinal alphabeta T cells revealed by fate mapping of RORgammat+ cells”. Science (New York, N.Y.). 305 (5681): 248—51. PMID 15247480. doi:10.1126/science.1096472.
16. ↑  Benoit G, Cooney A, Giguere V, Ingraham H, Lazar M, Muscat G, Perlmann T, Renaud JP, Schwabe J, Sladek F, Tsai MJ, Laudet V (2006). „International Union of Pharmacology. LXVI. Orphan nuclear receptors”. Pharmacological reviews. 58 (4): 798—836. PMID 17132856. doi:10.1124/pr.58.4.10.
17. ↑  Eberl G, Littman DR (2003). „The role of the nuclear hormone receptor RORgammat in the development of lymph nodes and Peyer's patches”. Immunological reviews. 195: 81—90. PMID 12969312. doi:10.1034/j.1600-065X.2003.00074.x.
18. ↑  Sun Z, Unutmaz D, Zou YR, Sunshine MJ, Pierani A, Brenner-Morton S, Mebius RE, Littman DR (2000). „Requirement for RORgamma in thymocyte survival and lymphoid organ development”. Science (New York, N.Y.). 288 (5475): 2369—73. PMID 10875923. doi:10.1126/science.288.5475.2369.
19. 1 2  Kurebayashi S, Ueda E, Sakaue M, Patel DD, Medvedev A, Zhang F, Jetten AM (2000). „Retinoid-related orphan receptor gamma (RORgamma) is essential for lymphoid organogenesis and controls apoptosis during thymopoiesis”. Proceedings of the National Academy of Sciences of the United States of America. 97 (18): 10132—7. PMC 27750 . PMID 10963675. doi:10.1073/pnas.97.18.10132.
20. ↑  Dong C (2008). „TH17 cells in development: an updated view of their molecular identity and genetic programming”. Nature reviews. Immunology. 8 (5): 337—48. PMID 18408735. doi:10.1038/nri2295.
21. ↑  Guillaumond F, Dardente H, Giguère V, Cermakian N (2005). „Differential control of Bmal1 circadian transcription by REV-ERB and ROR nuclear receptors”. Journal of biological rhythms. 20 (5): 391—403. PMID 16267379. doi:10.1177/0748730405277232.
22. ↑  Akashi M, Takumi T (2005). „The orphan nuclear receptor RORalpha regulates circadian transcription of the mammalian core-clock Bmal1”. Nature structural & molecular biology. 12 (5): 441—8. PMID 15821743. doi:10.1038/nsmb925.
23. ↑  Gréchez-Cassiau A, Rayet B, Guillaumond F, Teboul M, Delaunay F (2008). „The circadian clock component BMAL1 is a critical regulator of p21WAF1/CIP1 expression and hepatocyte proliferation”. The Journal of biological chemistry. 283 (8): 4535—42. PMID 18086663. doi:10.1074/jbc.M705576200.

## Spoljašnje veze
- orphan+nuclear+receptor+ROR-gamma на 